# 前田直
前田 直（まえだ なおき、1896年1月16日 - 1964年4月28日）は、日本の海軍軍人。最終階級は海軍大佐。東京府出身。正五位勲三等。

## 履歴
1896年(明治29年)1月16日、東京府東京市で土佐藩出身の英学者前田元敏の次男として生まれる。1915年(大正4年)9月4日、東京府立第4中学校より海軍兵学校第46期入校。同期に山階宮武彦王、猪口敏平中将、貝塚武男中将、高田利種少将(45期より編入)、前田精少将などがいる。
1918年(大正7年)11月21日に海軍兵学校を卒業。同日海軍少尉候補生を命じられ、練習艦隊の常盤へ乗り組みオーストラリア方面の遠洋航海に参加した。帰国後の1919年(大正8年)8月1日、任海軍少尉。その後は榛名乗組を経て、石見乗組時代には第一次世界大戦に参加し、沿海州警備に従事した。1921年(大正10年)12月1日、任海軍中尉。
中尉任官後、海軍砲術学校普通科学生などを経て、1923年(大正12年)10月1日より膠州分隊長心得として北方方面の測量に従事した後、1923年(大正13年)4月1日に海軍大学校選科学生としてロシア語を専攻し、ロシア語を専門とする士官となる。同年12月1日、任海軍大尉。
海軍大学校選修学生修了後、山城、洲崎、長門の分隊長を経て、1929年(昭和4年)11月30日に軍令部出仕、第三班第六課勤務となる。この課は「露、支軍事調査、戦史研究及関係事項」を主務としていた。1931年(昭和6年)12月1日、任海軍少佐。1932年(昭和7年)5月2日にはソビエト連邦在勤帝国大使館附武官補佐官となり、同姓の前田稔中佐(後に中将)の下で1934年(昭和9年)9月15日まで勤務する。
帰朝後、鳥海運用長兼分隊長として三川軍一艦長の下で勤務する。当時、鳥海は第二艦隊の旗艦であり、司令長官は米内光政中将(後に大将)だった。1935年(昭和10年)11月15日、沼風駆逐艦長。前田が艦長を務めたのはこの一度だけである。その後、扶桑運用長兼分隊長、海軍軍事普及部委員、大本営海軍報道部員を経て、1937年(昭和12年)12月1日、任海軍中佐。1939年(昭和14年)3月20日には練習艦隊副官(司令長官沢本頼雄中将)として海兵67期、海機48期、海経28期の練習艦隊に参加する。
練習艦隊終了後、横須賀鎮守府附を経て1940年(昭和15年)1月26日には樫野艤装員、同年7月10日に樫野副長となり、大和型戦艦の主砲輸送に従事する。同年11月15日、横須賀鎮守府副官。1942年(昭和17年)3月2日、満州国在勤帝国大使館附武官附兼軍令部部員となり、日中戦争に従軍、そのまま太平洋戦争終了時まで同職にあった。同年11月1日、任海軍大佐。終戦後、1953年(昭和28年)12月2日までソ連のウラジミール収容所で抑留生活を余儀なくされる。1964年(昭和39年)4月28日、68歳で死去。

## 年譜
- 1918年11月21日 海軍少尉候補生ヲ命ズ 常盤乗組ヲ命ズ
- 1919年8月1日 任海軍少尉 榛名乗組被仰付
- 1920年8月1日 榛名乗組被免 石見乗組被仰付
- 1921年8月23日 石見乗組被免 峯風乗組被仰付
- 1921年12月1日 任海軍中尉 峯風乗組被免 海軍砲術学校普通科学生被仰付
- 1922年4月8日 海軍砲術学校普通科学生教程卒業ニ付学生被免 海軍水雷学校普通科学生被仰付
- 1922年7月12日 海軍水雷学校普通科学生教程卒業ニ付学生被免 長月乗組被仰付
- 1923年10月1日 長月乗組被免 膠州分隊長心得被仰付
- 1924年4月1日 膠州分隊長心得被免 海軍大学校選科学生被仰付
- 1924年12月1日 任海軍大尉
- 1926年3月22日 東京外国語学校選科露語部修了
- 1926年4月1日 補第四駆逐隊附
- 1926年12月1日 補山城分隊長
- 1927年12月1日 補洲崎分隊長
- 1928年12月10日 補長門分隊長
- 1929年12月1日 補海軍軍令部出仕 第三班六課勤務ヲ命ズ
- 1931年12月1日 任海軍少佐
- 1932年1月6日 補横須賀海兵団分隊長兼教官
- 1932年5月2日 補ソヴィエト連邦在勤帝国大使館附武官補佐官
- 1934年9月15日 帰朝ヲ命ズ
- 1934年12月20日 補鳥海運用長兼分隊長
- 1935年11月15日 補沼風駆逐艦長
- 1936年12月1日 補扶桑運用長兼分隊長
- 1937年7月30日 補軍令部出仕兼海軍省出仕
- 1937年8月2日 海軍軍事普及部委員ヲ命ズ
- 1937年11月20日 大本営海軍報道部部員被仰付
- 1937年12月1日 任海軍中佐
- 1939年3月20日 補練習艦隊副官
- 1940年1月26日 補樫野艤装員
- 1940年7月10日 補樫野副長
- 1940年11月15日 補横須賀鎮守府副官
- 1942年2月15日 補軍令部出仕
- 1942年3月2日 補満洲国在勤帝国大使館附武官附兼軍令部部員
- 1942年11月1日 任海軍大佐
- 1953年12月2日 帰国
- 1964年4月28日 死去(68歳)